# Acanti
Los Acanti son una raza de seres extraterrestres ficticios, similares a las ballenas, que aparecen en los cómics estadounidenses publicados por Marvel Comics. Han sido presentados en Uncanny X-Men dentro del universo Marvel Comics y fueron creados por el escritor Chris Claremont y el artista Dave Cockrum. Muchos de ellos fueron esclavizados por el imperio Brood.

## Características físicas
Los Acanti tienen una semejanza aproximada a las ballenas. Presentan un color marrón rojizo, tienen aletas dorsal, ventral, lateral y caudal, así como ojos verdes muy espaciados en la cabeza. Los Acanti son grandes criaturas espaciales que se parecen más al tiburón ballena de la Tierra. 
Un Acanti adulto puede crecer hasta unos pocos kilómetros de largo, e incluso un bebé es lo suficientemente grande como para tragarse una nave espacial de 15 personas con espacio para albergar al menos a cuatro más. Son criaturas sensibles que se comunican a través de sonidos psiónicos conocidos como canciones. Además, tienen la capacidad innata de volar más rápido que la velocidad de la luz, sin asistencia tecnológica.

## Biografía de la raza ficticia
Según el mito, los Acanti son una especie antigua que vagaba pacíficamente por el espacio, benevolentes y compasivos por naturaleza. Los Acanti estaban dirigidos por un individuo conocido como el Profeta Cantante. El Profeta-Cantante era el depositario del Alma racial de los Acanti, una fuerza colectiva semimística que unía y motivaba a la especie Acanti. A medida que se acercaba la muerte, los Acanti solían arrojarse a las estrellas. El Profeta-Cantante de cada generación también lo haría, liberando el Alma para unirse al cuerpo del próximo Profeta-Cantante.
Al migrar a la Vía Láctea, los Brood comenzaron a esclavizar a los Acanti para aprovechar su capacidad natural de viajar a velocidades superiores a la de la luz. La Brood infectaría a los Acanti individuales con una enfermedad conocida como el Virus Esclavista, que destruiría las funciones cognitivas superiores de sus mentes, haciéndolas maduras para un fácil control. Luego, Brood transformaría las cáscaras sin sentido en naves estelares vivientes. Brood logró esclavizar al Profeta Cantante Acanti, y cuando finalmente murió y se estrelló en un planeta, su cuerpo fue reconstruido como la "ciudad trono" (presumiblemente como una capital) en el planeta (denominado "Broodworld" o "Sleazeworld") que los Brood establecieron como el centro de su imperio. Así, el Alma quedó atrapada en el cráneo del Profeta-Cantante muerto.
La salvación para los Acanti llegó cuando nació un nuevo Profeta-Cantante; sin embargo, sin transferirle el alma, los Acanti todavía estaban atrapados cerca de Sleazeworld. Durante el primer conflicto de los X-Men con los Brood, los X-Men habían sido secuestrados e infectados por los Brood y llevados a su mundo natal. Carol Danvers (anteriormente Ms. Marvel) se vinculó con un agujero blanco y se transformó en Binary. El proceso la volvió temporalmente loca y salió disparada del yate de Lilandra, provocando una descompresión explosiva que succionó a Tormenta al espacio, donde fue encontrada por el recién nacido Profeta Cantante, cuya madre acababa de ser esclavizada por los Brood. La propia Tormenta ahora se estaba convirtiendo en una Brood cuando el huevo comenzó a eclosionar. El Profeta Cantante salvó a Tormenta (que había destruido el huevo y se había herido gravemente).Otros Acanti fusionaron la conciencia de Tormenta con la del Profeta Cantante mientras el cuerpo de Tormenta sanaba en un capullo dentro de él.
Los Acanti salvaron a Tormenta entrando en una relación simbiótica en la que los Acanti sanaron el cuerpo de Tormenta, purgándolo del embrión de Brood, y la mente experimentada de Tormenta proporcionó una fuente de concentración y fuerza para el bebé Profeta-Singer. Luego, el Acanti se tragó el yate de Liliandra, ocultándolo de los sensores Brood mientras la tripulación realizaba las reparaciones.
Los X-Men luego acordaron liberar el Alma de Broodworld. Después de una batalla contra Brood, Binary logró liberar el Alma de la habitación cristalina en la que estaba atrapada. La naturaleza repugnante de la Reina de los Brood y los embriones dentro de los X-Men inmediatamente resonaron como charcos negros por toda la cámara. El Alma agradecida purgó a los X-Men de los embriones Brood y transformó a la Reina Brood en puro cristal inanimado. El Alma se unió al joven Profeta-Cantante, quien asumió el liderazgo de los Acanti.
Sin embargo, recientemente, Brood intentó invadir la Tierra utilizando una flota de naves Acanti, aunque sin cúpulas externas. Se desconoce si estos eran restos de antes de que los X-Men liberaran al Profeta Cantante, o si los Brood continuaron sus depredaciones en los Acanti incluso después. La flota fue ahuyentada de la Tierra con una ilusión telepática de la Fuerza Fénix y Galactus.
Un Acanti fue adquirido por la Compañía de Energía Roxxon. Con un dispositivo de conducción añadido, el Acanti estaba controlado por un humano no identificado infectado por Brood que trabajaba para Dario Agger en su plan para contratar a Arma H para que trabajara para Roxxon. Arma H usó su puñetazo para derrotar a los Acanti.

## Ultimate Marvel
Aunque no se nombra, en Ultimate Fantastic Four #35 (diciembre de 2006) hay una enorme criatura alienígena, utilizada por el Imperio Acheron, gobernado por Thanos, que se parece al Acanti.

## Otros medios

### Televisión
Los Acanti aparecen en el episodio de X-Men "Love in Vain".Uno es esclavizado por el Brood (aquí llamado "La Colonia") para ser su recipiente, se libera cuando el Profesor X usa sus poderes psíquicos para romper el control de los Brood. Los Brood no pueden soportar la canción de Acanti mientras que la X-Man Rogue la encuentra hermosa.

### Videojuego
Los Acanti aparecen en Guardianes de la Galaxia.